# Юнацька збірна Італії з футболу (U-16)
Юнацька збірна Італії з футболу (U-16) — національна футбольна збірна Італії, що складається із гравців віком до 16 років. Керівництво командою здійснює Італійська федерація футболу. Збірна може брати участь у товариських і регіональних змаганнях.
Формує найближчий кадровий резерв для основної юнацької збірної, команди до 17 років, яка може кваліфікуватися на Юнацький чемпіонат Європи з футболу (U-17). До зміни формату юнацьких чемпіонатів Європи у 2001 році саме команда 16-річних функціонувала як одна з основних юнацьких збірних і була учасником відповідної континентальної юнацької першості з футболу, а до 1991 року мала право представляти країну і на чемпіонаті світу U-16.

## Виступи на міжнародних турнірах

### Чемпіонат світу (U-16)
| Статистика чемпіонатів світу (U-16) | Статистика чемпіонатів світу (U-16) | Статистика чемпіонатів світу (U-16) | Статистика чемпіонатів світу (U-16) | Статистика чемпіонатів світу (U-16) | Статистика чемпіонатів світу (U-16) | Статистика чемпіонатів світу (U-16) | Статистика чемпіонатів світу (U-16) | Статистика чемпіонатів світу (U-16) |
| Рік                                 | Раунд                               | Місце                               | І                                   | В                                   | Н                                   | П                                   | Г+                                  | Г-                                  |
| ----------------------------------- | ----------------------------------- | ----------------------------------- | ----------------------------------- | ----------------------------------- | ----------------------------------- | ----------------------------------- | ----------------------------------- | ----------------------------------- |
| 1985                                | груповий етап                       | 13-е                                | 3                                   | 1                                   | 0                                   | 2                                   | 3                                   | 4                                   |
| 1987                                | четверте місце                      | 4-е                                 | 6                                   | 3                                   | 1                                   | 2                                   | 8                                   | 4                                   |
| 1989                                | не кваліфікувалася                  | не кваліфікувалася                  | не кваліфікувалася                  | не кваліфікувалася                  | не кваліфікувалася                  | не кваліфікувалася                  | не кваліфікувалася                  | не кваліфікувалася                  |
| Усього                              | 2/3                                 | 4-е                                 | 9                                   | 4                                   | 1                                   | 4                                   | 11                                  | 8                                   |

### Чемпіонат Європи (U-16)
| Рік    | Раунд                | І  | В  | Н  | П  | Г+ | Г- |
| ------ | -------------------- | -- | -- | -- | -- | -- | -- |
| 1982   | Чемпіон              | 2  | 1  | 1  | 0  | 2  | 1  |
| 1984   | чвертьфінал          | 4  | 2  | 1  | 1  | 4  | 2  |
| 1985   | Груповий етап        | 3  | 0  | 1  | 2  | 2  | 6  |
| 1986   | Друге місце          | 5  | 2  | 2  | 1  | 7  | 4  |
| 1987   | Чемпіон (анульовано) | 5  | 3  | 2  | 0  | 7  | 4  |
| 1988   | не кваліфікувалася   | -  | -  | -  | -  | -  | -  |
| 1989   | Груповий етап        | 3  | 0  | 2  | 1  | 2  | 3  |
| 1990   | не кваліфікувалася   | -  | -  | -  | -  | -  | -  |
| 1991   | -                    | -  | -  | -  | -  | -  | -  |
| 1992   | Третє місце          | 5  | 3  | 1  | 1  | 8  | 2  |
| 1993   | Друге місце          | 6  | 2  | 3  | 1  | 5  | 4  |
| 1994   | -                    | -  | -  | -  | -  | -  | -  |
| 1995   | Груповий етап        | 3  | 0  | 2  | 1  | 1  | 2  |
| 1996   | -                    | -  | -  | -  | -  | -  | -  |
| 1997   | Груповий етап        | 3  | 1  | 0  | 2  | 6  | 6  |
| 1998   | Друге місце          | 6  | 4  | 1  | 1  | 12 | 6  |
| 1999   | не кваліфікувалася   | -  | -  | -  | -  | -  | -  |
| 2000   | -                    | -  | -  | -  | -  | -  | -  |
| 2001   | чвертьфінал          | 4  | 1  | 2  | 1  | 8  | 7  |
| Усього | 10/19                | 49 | 19 | 18 | 12 | 64 | 47 |